# Масерија Фаралдо (Потенца)
Масерија Фаралдо (итал. Masseria Faraldo) је насеље у Италији у округу Потенца, региону Базиликата.
Према процени из 2011. у насељу је живело 49 становника. Насеље се налази на надморској висини од 817 м.